# 锡金粗叶木
锡金粗叶木（学名：Lasianthus sikkimensis）为茜草科粗叶木属下的一个种。

## 扩展阅读
- 維基物種上的相關：锡金粗叶木